# NGC 3056
NGC 3056 (другие обозначения — ESO 435-7, MCG −5-24-3, AM 0952-280, PGC 28576) — эллиптическая галактика в созвездии Насоса. Открыта Джоном Гершелем в 1835 году.
Этот объект входит в число перечисленных в оригинальной редакции «Нового общего каталога».
Галактика обладает внутренней линзой/кольцом. На разностном изображении, полученном при вычитании простой модели из изображения галактики, прослеживается присутствие ядерной линзы, однако на самом изображении и по изофотам никаких дополнительных структур во внутренних 20 секундах дуги не обнаруживается.
Галактика NGC 3056 входит в состав группы галактик NGC 2997. Помимо NGC 3056 в группу также входят ещё 14 галактик.